# ماريان أوبريا
ماريان أوبريا (بالرومانية: Marian Oprea)‏ هو منافس ألعاب قوى روماني، ولد في 6 يونيو 1982 في بيتيشت في رومانيا.

## وصلات خارجية
- ماريان أوبريا على موقع الاتحاد الدولي لألعاب القوى (الإنجليزية)
- ماريان أوبريا على موقع الدوري الماسي (الإنجليزية)
- ماريان أوبريا على موقع اللجنة الأولمبية الدولية (الإنجليزية)
- ماريان أوبريا على موقع أوليمبيديا (الإنجليزية)
- ماريان أوبريا على موقع اللجنة الأولمبية الرومانية (الرومانية)